# Liste der kyrkliga Kulturminnen in Västernorrland
Diese Liste der kyrkliga Kulturminnen in Västernorrland zeigt eine Übersicht zu den Listen der „kirchlichen Kulturdenkmale“ (schwedisch kyrkliga Kulturminnen) in der schwedischen Provinz Västernorrlands län mit ihren 7 Gemeinden. Die Aufteilung in 7 Teillisten basiert auf der Standort-Zuordnung zu den jeweiligen Gemeinden und der Einteilung des Zentralamt für Denkmalpflege Riksantikvarieämbetet (RAÄ). Es werden die kirchlichen Kulturdenkmale aufgeführt, die auf dem nationalen Denkmalregister (schwedisch Bebyggelseregistret - BeBR) gelistet sind, welches weitere Informationen zu den registrierten Kirchendenkmälern enthält.

## Begriffserklärung

Lage der Provinz Västernorrlands län

Kyrkliga kulturminnen (schwedisch für kirchliche Kulturdenkmale) sind in Schweden Bauwerke mit einer direkten Beziehung als religiöse Stätte oder einer religiösen Praxis. Im Gesetz über die kulturelle Umwelt ist festgelegt, dass der kulturelle und historische Wert, das Aussehen und der Charakter von Kirchengebäuden und -geländen erhalten bleiben müssen, insbesondere wenn sie vor 1940 gebaut oder angelegt wurden. Als kyrkliga Kulturminnen zählen u. a. Kirchengebäude und benachbarte Friedhöfe, Kirchhöfe und andere religiöse Stätten, welche dauerhaft oder vollständig in religiöse Praxis einbezogen sind; dabei können Teile dieser Denkmale auch als Einzeldenkmal unter Byggnadsminnen (schwedisch für Baudenkmale) oder ehemalige und verlassene Teile unter Fornminnen (schwedisch für alte/antike Denkmale oder archäologische Funde) registriert sein.

## Übersicht kyrkliga Kulturminnen Västernorrland län
Es werden die jeweiligen Teillisten der Gemeinden mit der Anzahl der enthaltenen „kirchlichen Kulturdenkmale“ aufgeführt.
| SCB       | Gemeinde     | Wappen    | Lage      | Teillisten                                       | Anzahl | Bilder |
| --------- | ------------ | --------- | --------- | ------------------------------------------------ | ------ | ------ |
| 2260      | Ånge         |           |           | kyrkliga Kulturminnen in Ånge (Gemeinde)         | 7      |        |
| 2262      | Timrå        |           |           | kyrkliga Kulturminnen in Timrå (Gemeinde)        | 7      |        |
| 2280      | Härnösand    |           |           | kyrkliga Kulturminnen in Härnösand (Gemeinde)    | 12     |        |
| 2281      | Sundsvall    |           |           | kyrkliga Kulturminnen in Sundsvall (Gemeinde)    | 27     |        |
| 2282      | Kramfors     |           |           | kyrkliga Kulturminnen in Kramfors (Gemeinde)     | 17     |        |
| 2283      | Sollefteå    |           |           | kyrkliga Kulturminnen in Sollefteå (Gemeinde)    | 18     |        |
| 2284      | Örnsköldsvik |           |           | kyrkliga Kulturminnen in Örnsköldsvik (Gemeinde) | 26     |        |
| zusammen: | zusammen:    | zusammen: | zusammen: | 7                                                | 114    |        |